# Соседко, Александр Фёдорович
Александр Фёдорович Соседко (30 августа [12 сентября] 1901, Сретенск, Забайкальская область — 27 августа 1957, Ленинград) — советский учёный геолог, геохимик и минералог, кандидат геолого-минералогических наук (1946), исследователь Средней Азии, Урала, Кольского полуострова и Персии, открыл рудопроявления и месторождения полезных ископаемых.

## Биография
Родился 12 сентября (по друним данным 13 октября) 1901 года в Сретенске. С 13 лет жил городе Скобелеве.
В 1918—1919 годах принял участие в гражданской войне в партизанском отряде Ферганского фронта в борьбе с басмачами и был выбран народным судьёй областного суда г. Скобелева. В 18 лет он начал работать: сначала на строительстве железной дороги Скобелев — Кизыл-Кия, затем там же в военизированной охране. В 1920—1921 годах он был инструктором и начальником отряда в статистическом управлении по проведении Всероссийской переписи населения в Ташкентской области.
В 1921 году поступил в Среднеазиатский университет (САГУ) в Ташкенте на геологический факультет, а через год перевёлся в Московскую Горную Академию на геолого-разведочный факультет. Его учителями там были академики И. М. Губкин, В. С. Обручев, А. Д. Архангельский, В. И. Вернадский, А. Е. Ферсман. Учился Александр хорошо, с интересом. Толкового студента заметили, и параллельно с учёбой с 1924 года он начал работал по специальности сначала с Архангельским, потом с Вернадским и Ферсманом в Совете по изучению естественных производительных сил страны (СОПС) при АН СССР. Создавалась минерально-сырьевая база СССР. Особое внимание уделялось территориям союзных республик и окраинам страны. Туда отправлялись геологические экспедиции. Ферсман, направил Александра в Среднюю Азию, приняв во внимание его привычку к климату тех мест, знание обычаев, культуры, узбекского и туркменского языков. Учиться Александру пришлось 9 лет, совмещая учёбу с работой, чтобы помочь престарелому отцу и младшему брату.
В 1925 году работал в Тюямуюнской поисковой партии, Александр обследовал южные склоны Чаткальского хребта в пределах Киргизии и в районе села Гава, обнаружил и описал породы с магнитным железняком. Описанию этой находки посвящена была его первая печатная работа.
В 1926—1927 годах попутно с работой по изучению и поиску месторождений радиоактивного сырья занимался поисками и изучением сурьмяно-ртутных месторождений в Алайском хребте в составе Южно-Ферганской партии, работающей с трестом «Редкие элементы». Здесь, он открыл Сохнинское и участвовал в открытии Хайдарканского сурьмяно-ртутных месторождений. Вспоминая о той поре, академик Д. И. Щербаков, тогда непосредственный руководитель Александра, впоследствии напишет о нём: "Скромным студентом Московской горной академии, он появился осенью на экспедиционных работах в Средней Азии. С тех пор Александр Фёдорович, тесно связал свою деятельность с работой минералогов и геохимиков Академии наук СССР. Тот этап развития геологических наук в нашей стране, совпал с временем зарождения у нас геохимии, как новой ветви геологии, стремящейся внести свои идеи и методы работ, в дело создания минерально-сырьевой базы страны. Область исследования всей дальнейшей трудовой жизни А. Ф. Соседко — это применение идей и достижений геохимии к разрешению прикладных геологических вопросов.
В 1928 году в Каракумах Соседко открыл 2 месторождения целестина, содержащего стронций, а в 1929 года, работая на Заунгузском плато, ещё одно, Карабугазское месторождение целестина. Он дал оценку качества руды, примерно подсчитал запасы стронция в нём и предложил способы его разработки. Соседко, рекомендовал продолжить поиски в Арало-Каспийском районе новых месторождений стронция и изучить воды Карабугазского залива, предполагая, что в них высокое содержания этого ценного химического элемента.
В 1929 году, работая на Унгузе и Заунгузском плато, Соседко выявил и описал новую свита осадочных пород в пределах Заунгузского плато в Каракумов, дав ей название «Заунгузская толща». Данные о ней с указанием авторства Соседко, в её выделении и описании помещены в «Стратиграфисеский справочник СССР» под этим названием.
В этом же году, Александр, под руководством профессора Московской горной академии А. Д. Архангельского, защитил диплом по материалам собственных геологических работ в Каракумах и получил звание горного инженера. В январе 1930 года уже с женой, он по приглашению Ферсмана переехал в Ленинград, для работы в качестве научного сотрудника КЭПС АН СССР.
В 1930 году три месяца работал в Персии (Иран) в районе реки Герируд и её персидских притоков в качестве геолога-эксперта. Для этой работы экспедиции были предоставлены две машины марки «Форд» («гудзоны»). Соседко был первым геологом в этих местах. Здесь кроме прочих дел он составил первую геологическую карту CВ части провинции Хорасан. Он посетил и описал знаменитое месторождение персидской бирюзы — Нищапурские копи — содержащее лучшую в мире бирюзу.
С 1931 года работал в Хибинах на Кольской базе АН «Тиетта». Он нашел в Хибинском щелочном массиве породы с высоким содержанием нефелина, нужные для технологических испытаний, связанных с комплексным использованием хибинских апатит-нефелиновых руд, содержащих ряд ценных минералов и химических элементов. Зимой 1931—1932 годов К. В. Соседко с мужем была на Кольском полуострове в Хибинской горной станции АН СССР — «Тиетте». По поручению Ферсмана она стала первым внештатным библиографом его книг, которые он передал в библиотеку «Тиетты», В 1932 году К. В. Соседко приняла участие в экспедиции с мужем в Туркестанском хребте в качестве коллектора Таджикско-Памирской экспедиции. В 1934 году в семье А. Ф. и К. В. Соседко родилась дочь Татьяна Во время войны, эвакуированная с дочерью на Урал в город Миасс, К. В. кроме своей работы в санэпидстанции была в ЭОН (Экспедиция особого назначения), которую возглавлял Ферсман, секретарем секции научных работников. Всю войну она была донором.
Вместе с Ферсманом и писателем-географом П. Н. Лукницким Соседко совершил поездку в Мончетундру за оливином. На нартах с оленьей упряжкой в темные заполярные дни середины января они посетили безлюдные места тундры, мечтая на привале о том, что тут «будет город заложен». Сейчас там находится город Мончегорск, возникший рядом с медно-никелевыми месторождением Мончетундры, в открытии, изучении и подготовке к эксплуатации их большая роль принадлежит геологам группы Ферсмана, которые летом работали в Средней Азии, а зимой в снегах Заполярья. Геологические работы группы геологов под руководством Ферсмана в 20-30 годах способствовали развитию горнодобывающей промышленности в Мурманской области. На базе открытых месторождений возникли города Кировск, Мончегорск, Ковдор, Апатиты и другие. Мурманская область из земли «белого безмолвия» превратилась в крупный промышленный район страны. Соседко в эти и последующие годы, тоже был к этому причастен.
В Узбекистане в 1931—1933 годах, работая в Ломоносовском институте минералогии, геохимии и кристаллографии АН СССР под руководством А. Е. Ферсмана, возглавлял 3 геолого-геохимических экспедиций в пустыню Кызылкум (Каракалпакия). Результатом только первой экспедиции, явилось открытие 30 рудопроявлений различных полезных ископаемые Экспедицию 1932 года начали с поездки на машине (Форд-АА) в центр пустыни Кызылкум по маршруту Кермине (Навои) — Тамды — Джиланды с возвращением в Бухару. Участвовали в этой тяжелой поездке Ферсман, Щербаков, Г. Л. Юдин, Соседко, местные геологи и дорожники. Это была первая машина, которая преодолела сложную полосу песков Джаманкум и попала в центральную часть пустыни Кызылкум. Цель поездки — выяснение возможности передвижения на колесном транспорте по её пескам. В результате были получены ценные сведения для будущего экономического освоения этой пустыни. Геологи предвидели её большое будущее. После окончания поездки Геохимический отряд Соседко занимался составлением геологической карты Ц. Кызылкумов (20 000 квадратных км), изучением открытых в 1931 году и поисками новых полезных ископаемых. В 1932 году в районе Тамды было открыто и изучено 7 месторождений наждаков-корундов. В районе Ак-Тау выявлено месторождения высококачественного хризотил-асбеста. На тот период времени оно оказалось крупнейшим в СССР.
В Ленинграде осенью 1932 года состоялась юбилейная сессия Академии наук. Ленинградская «Вечерняя Красная газета» от 15 октября 1932 года на странице, посвященной этому событию, полстолбца уделила открытиям, сделанным экспедицией Соседко, летом 1932 года в пустыне Кызылкум. Представитель Госплана Каракалпакии Альбанов Д. В. поместил в «Московской Красной газете» от 20 марта 1933 года хвалебную статью о результатах работы геологов в Кызылкумах, а власти Каракалпакии «перечеркнули пятилетку ископаемых» и написали её заново, изменив некоторые пункты пятилетнего плана экономического развития Каракалпакской АCСР.
В 1932 году отряд Соседко, закончив работу в Кызылкумах, работал в западных отрогах Туркестанского хребта, в Зирабулакских горках и южнее линии Кермине (Навои) — Бухара. Там тоже им было сделано много открытий. Своими успешными геологическими и геохимическими работами в пустынных и горных районах Узбекистана в 1931—1933 годах Соседко положил начало изучению металлогении Узбекистана. В работе «К геохимии Узбекистана» он доказал, что все многообразие полезных ископаемых Узбекистана является результатом развития четырёх геохимических циклов.
По геологии Узбекистана Соседко написал более 50 научных работ. Его материалы, изданные и находящиеся в фондах местных геологических организаций, носили рекомендательный характер и нацеливали местных геологов на поиски новых проявлений ценной минерализации как в пустыне Кызылкум, так и в горных районах Узбекистана. Его прогнозы оправдывались. Некоторые минералы Соседко обнаружил в Узбекистане впервые. о чём написано в книге «Минералы Узбекистана». Спустя 40 лет на одном из заседаний Минералогического общества в Горном институте в Ленинграде узбекский геолог М. И. Исмаилов, один из авторов этой книги, сказал: «профессор А. Ф. Соседко — один из первых и лучших геологов Узбекистана». Узбекский геолог Бабаев К. Л., подарил в 1955 году Соседко свою книгу «Петрография Алтын-Таусского гранитого массива» изданную в 1954 году, с надписью: «Большому знатоку Кызыл-Кумов, дорогому Александру Фёдоровичу Соседко».
В районе горы Алтын-Тау в 1932 году Соседко (вместе с коллектором В. Т. Сургаем и студенткой В. С. Смирновой) нашёл кладбище гигантских позвоночных и окаменелых деревьев. Остатки фауны такой прекрасной сохранности, как здесь, были найдены впервые в мире. В штате Вайоминг в США были обнаружены особи представителей тех же родов динозавров, но в Кызылкумах они представлены полными скелетами. Тщательно подобранная коллекция динозавров и черепах была передана в Палеозоологический институт АН СССР для изучения. Это уникальное кладбище позвоночных привлекает внимание ученых-палеонтологов до сих пор. В честь Соседко новый тип ископаемой лягушки в 1982 году был назван Eopelobates sosedkoi.
В 1933 году, работая в горах Таджикистана в составе Таджикско-Памирской комплексной экспедиции (ТПЭ) при СНК СССР, А. Ф. Соседко, возглавил группу геохимических партий, которые продолжили работу в Туркестанском хребте. Геологи изучили известные и открыли новые месторождения различных полезных ископаемых. В списке из 50-ти наименований, значились месторождения: свинца, серебра, меди, мышьяка, ртути, сурьмы, олова, железа, марганца, бериллия, лития, золота, графита, корунда, асбеста. Особое задание — поиски и изучение месторождений олова и бериллия. Результаты работы, были доложены Соседко в Сталинабаде (Душанбе) на конференции, по итогам работы Таджикско-Памирская экспедиция (ТПЭ) АН СССР.
На исследованной территории, теория поясного расположения различных групп полезных ископаемых, ранее высказанное Соседко, здесь получила подтверждение и развитие. Соседко, выделил 4 пояса: пегматитовый, ртутно-сурьмяный, пояс метасоматических руд (свинцово-серебряных, железных, марганцевых), блеклых и свинцовых руд.
В 20-30 годах в Средней Азии Соседко, осуществляя поиск полезных ископаемых, изучал и пещеры. Наиболее крупная и интересная из них оказалась пещера Кон-И-Гут (рудник смерти). Обследовав её разветвлённое, обширное и опасное нутро, он установил, что она является месторождением свинцово-серебряных руд. Оно было рекомендовано для добычи серебра и цинка. В этом районе было обнаружено ещё 30 пещер. Некоторые из них содержали подобную минерализацию.
В 1934 и 1935 годах в составе Таджикско-Памирской экспедиции в качестве начальника отряда Соседко работал в Туркестанском, Зеравшанском, Гиссарском хребтах и в Зеравшанской долины, на высокогорных ледниках Тро и Рама. В связи с возросшей потребностью в редких металлах (олово, тантал, ниобий, бериллий, редкие земли и другие), которые концентрируются в основном в пегматитовых жилах, Соседко уделял и здесь особое внимание их поиску и изучению. Он обнаружил серию жил редкометальных пегматитов с оловом и бериллом.
В результате комплексного исследования пегматитов Средней Азии Соседко сформулировал основные положения, общие для пегматитов всего района и указал места, где их надо искать. За открытие этих месторождений в 1934 году он получил Почетную грамоту ЦИК Таджикской ССР.
В 1935 году при переезде Академии наук из Ленинграда в Москву его в Москву не взяли. Он остался в Ленинграде. С научной работой и экспедициями, которые он вёл в Академии более 10 лет, на довольно продолжительное время было покончено. Ферсман поддерживал Соседко и периодически приглашал его на работы. Так в 1938 году он снова работал в Узбекистане, в 1940 году произвёл первые минералогические исследования в Ковдорском, тогда Йенском, железорудным месторождением на Кольском полуострове.
В Ленинграде в 1937—1939 гг. Соседко, продолжая фактически работать с Ферсманом, официально числился то преподавателем минералогии в Технологическом институте им. Ленсовета, то старшим научным сотрудником Комитета Наук при СНК Узбекской ССР, то Заведующим кафедрой в Узбекском Государственном университете, то старшим научным сотрудником Узбекского Филиала АН СССР. Но он писал и публиковал новые научные работы по итогам экспедиций прошлых лет. Работы содержали обобщения богатого полевого материала, ценные научные выводы, прогнозы и практические рекомендации. Так в 1937 году Соседко пишет работу, которая явилась первым геологическим обоснованием возможности нахождения золота в ряде мест Средней Азии. Ещё в 1931—1932 гг. он утверждал, что в Кызылкумах есть золото. Это был первый серьёзный голос специалиста-геолога по этому вопросу. Тогда не верили. Теперь весь мир знает об одном из крупнейших на земном шаре месторождений золота в пустыне Кызылкум, о Мурунтау.
В 1937 году СССР состоялась сессия Международного геологического конгресса. Ферсман поручил Соседко работу, связанную с организацией и проведением научных экскурсий по Ильменскому минералогическому заповеднику в Миассе для участников сессии Конгресса.
Оказался[уточнить] он на Урале в г. Миасс и в мае 1941 года, работая в «Ленгеолнерудтресте». Там его застала война.
В годы войны (1941—1944 гг) Александр Фёдорович выполнял работу по обеспечению сырьём эвакуированные на Урал заводы, занимался поисками стратегического сырья, необходимого для производства военной техники: месторождения талька, асбеста, графита, пирофиллита, бокситов. Соседко участвовал в деятельности Экспедиции особого назначения (ЭОН) при Наркомате обороны, возглавляемой А. Е. Ферсманом и работавшей под грифон «Сов. секретно». В рамках тематики ЭОН он занимался поиском на Урале и в Узбекистане радиоактивного сырья для создания нового вида вооружения, а также пещерами Башкирии, Предуралье, Южного Урала тоже в военных целях.
Защитил кандидатскую диссертацию по материалам своих находок и изучения месторождения абразивных минералов наждаков и корундов в пустыне Кызылкум в 1930-х годах.
Весной 1945 года семья Соседко вернулась в Ленинград из эвакуации. С 1946 по 1950 год Соседко работал в Ленинграде в Библиотеке АН СССР в отделе комплектования геологической литературы. В его обязанности входило обеспечение научных библиотек геологических институтов Академии Наук страны новейшей геологической литературой всего мира, которую он прекрасно знал.
В 1950 году Александр Фёдорович по приглашению Председателя президиума Кольского филиала АН СССР А. В. Сидоренко снова приехал работать на Кольский полуостров для изучения недавно обнаруженных в районе среднего течения реки Воронья редкометальных гранитных пегматитов. Соседко организовал и возглавил в только что созданном Геологическом институте лабораторию по изучению минералогии и геохимии редкометальных пегматитов — полоса Колмозеро-Воронья. Он открыл там новые пегматитовые жилы и новые для Кольского п-ва минералы цезия (полуцит), бериллия (берилл), ряд танталовых минералов, фосфаты лития и другие. Соседко, имея богатый опыт изучения пегматитов, разработал ряд геологических и геохимических критериев поиска редкометальных гранитных пегматитов — комплексных месторождений ценного минерального сырья. За 5-летний отчёт по этой теме он был награждён премией Президиума АН СССР (1952) и Почётной грамотой КолФАН СССР (1952). Способствовал развитию лабораторной базы и комплектации научной библиотеки Геологического института Кольского филиала. Тема, которую он успешно вёл, расценивались, как приоритетное правительственное задание для нужд атомной энергетики и космических исследований. Многие его отчёты не опубликованы по причине их секретности.
Скончался 27 августа 1957 года (от рака желудка) в Ленинграде.

## Семья
- Отец: Фёдор Дмитриевич Соседко (1860—1939) — кадровый военный, служил в Тульском 72-м пехотном полку, автор книг по истории полка.
- Мать: Софья Осиповна Яскорская (1876—1919) — полька, домохозяйка, в 1919 году умерла от гриппа испанки.
- Брат: Алексей Фёдорович Соседко — заслуженный ирригатор Узбекской ССР (1903—1983)[источник не указан 1274 дня].
- Жена (в браке с 1930 года): Капитолина Васильевна Соседко (Хильтова) (1906—1988) — в 1922 году приехала с семьей в Туркмению из Череповца. Она окончила в 1924 году в Ашхабаде школу с отличием, но, как дочь священника, не смогла получить высшее образование и стать химиком, но стала фармацевтом. [источник не указан 1274 дня]
  - Дочь: Татьяна Лукьянова, окончила геологический факультет ЛГУ, кандидат геолого-минералогических наук, работала во Всероссийском научно-исследовательском геологическом институте.

## Адреса в Ленинграде
- Петроградская сторона (уплотненная квартира академика Д. И. Щербакова)
- ул. 5-я Советская, дом 9 (коммунальная квартира)

## Популяризация науки
Принимал участие в подготовке к печати научно-популярных книг по геологии и географии для широкого круга читателей, особенно для детей и юношества. В первую очередь это касалось известных книг академика Ферсмана. Был одним из инициаторов и редактором-организатором выпуска в издательстве «Детгиз» географического ежегодника для детей «Глобус». Первый его том вышел в 1949 году. В нём А. Ф. опубликовал две статьи. «Глобус» издавался до начала 1990-х годов.
Написал научно-популярные статьи в газетах и журналах: в «Кировском рабочем» в Хибинах (50-е годы), «Миасском рабочем» на Урале (40-е годы), «Исфаре на стройке» на русском и таджикском языке (в 1935 году). Был постоянным автором журнала «Природа», опубликовав в нём с 1931 по 1952 год 19 статей. В сборнике «По родной стране», в журналах «Хочу все знать», «Химия и жизнь», «Наши достижения» (под редакцией М. Горького) есть его статьи, среди них:
- Соседко А. Ф. Новый ледниковый район в СССР. «Глобус» // Л.: Детгиз. 1954. Т. 1. С. 333.
- Соседко А. Ф. Что читать по географии. «Глобус» // Л.: Детгиз, 1954. Т. 1. С. 422.
- Соседко А. Ф. По пещерам Средней Азии // По родной стране. — Л.: Детгиз, 1954. — С. 91—95.
- Соседко А. Ф. Изучайте географические названия // По родной стране. — Л.: Детгиз, 1954. — С. 172—174.
- Соседко А. Ф. Полярный горно-химический комбинат // Хочу все знать. — 1931. — № 23—24. — С. 522—523.
- Соседко А. Ф. Редкие элементы и их практическое значение // Химия в школе. — 1937. — № 2. — С. 28—41.
- Мои путешествия. — М.: Молодая гвардия, 1949. — С. 36—95.
- Находка неолита в Центральных Кызыл-Кума // Природа. — 1931. — № 11. — С. 129—113.
- О стронции в третично-меловых отложениях Средней Азии // Природа. — 1933. — № 10. — С. 52—54.
- Кызыл-кумы вчера и сегодня // Природа. — 1939. — № 7. — С. 44—92.
- О самородном олове // Природа. — 1939. — № 9. — С. 78.
- Новый драгоценный камень // Природа. — 1946. — № 8. — С. 57—58.
- Новое применение топаза // Природа. — 1947. — № 3. — С. 48—49.
- Новые источники получения бериллия // Природа. — 1947. — № 5. — С. 54—55.
- Минералы, образующиеся при взрывах в рудниках // Природа. — 1947. — № 11. С. 51—52.
- Нигерит — новый оловосодержащий минерал из пегматитовых жил // Природа. — 1948. — № 9. — С. 57.
- Интересный тип пегматитов линии скрещения // Природа. — 1948. — № 9. — С. 57—58.
- Месторождение гельвина // Природа. — 1950. — № 3. — С. 52—53.
- Открытие коренных алмазных пород в Индии // Природа. — 1950. — № 9. — С. 48—49.
- Опускание района Лонг-Бич вследствие эксплуатации нефтяного месторождения // Природа. — 1950. — № 10. — С. 47—48.
- Новый минерал — белянкинит // Природа. — 1950. — № 11. — С. 45—46.
- Послеюрские интрузивные породы Средней Азии // Природа. — 1951. — № 4. — С. 52—53.
- О числе минеральных видов и разновидностей // Природа. — 1951. — № 9. — С. 42—43.
- Появление нового вулканического острова на Тихом океане // Природа. — 1951. — № 10. — С. 51—52.
- Султан-Уиз-Даг // Природа. — 1952. — № 3. — С. 109—111.
- Минералы, образующиеся при взрывах в рудниках // Природа. — 1947. — № 11. — С. 5.

## Общественная деятельность
- В 1918—1919 годах Соседко — Народный судья в областном суде города Скобелева (Фергана, Узбекистан).
- В 1920—1921 годах Соседко — инструктор и начальник отряда в статистическом управлении по проведению Всероссийской переписи населения в Ташкентской области.
- С 1933 года — член Российского географического общества (РГО).
- Член Президиума и Председатель библиотечного совета РГО с 1951 года.
- Член Российского минералогического общества. Кольский филиал, 50 годы.
- Отраслевой консультант БАН СССР (1947—1953).
- С 1948 года — Постоянный лектор Общества по распространению политических и научных знаний (Ныне общество «Знание»). Член бюро геолого-географической секции Ленинградского отделения Общества по распространению политических и научных знаний. Заместитель председателя оргкомитета по работе в Ленинградской области.

## Награды и премии
- Почётная грамота ЦИК Каракалпакской АССР (1932) за открытие месторождений в пустыне Кызылкум.
- Почётная грамота ЦИК Таджикской ССР (1934) за открытие месторождений в горах Таджикистана.
- Медаль «За доблестный труд в Великой Отечественной войне»
- Премия Президиума АН СССР (1952 г.) за открытие месторождений, новых минералов, за изучение редкометалльных гранитных пегматитов полосы Колмозеро-Воронья на Кольском п-ве.
- Почётная грамота КолФАН СССР (1952) эа успешное выполнение тематических работ для нужд атомной энергетики и космических исследований.

## Память
- Новый минерал соседкоит.
- Новый вид ископаемой лягушки Eopelobates Sosedkoi.
- Фильм «Хотя на миг причастен будь» (студия «Эдельрим». СПб, 2006 г. об А. Ф. Соседко по одноимённой книге о нём).